# اودورم
اودورم (به فرانسوی: Audrehem) یک کمون در فرانسه است که در پا-دو-کاله واقع شده‌است. اودورم ۹٫۱۹ کیلومتر مربع مساحت دارد ۶۱ متر بالاتر از سطح دریا واقع شده‌است.